# Софиевка (Сновский район)
Софи́евка (укр. Софіївка) — село в Сновском районе Черниговской области Украины. Население 92 человека. Занимает площадь 1,06 км². Расположено на одном из ручьёв-истоков реки Тихонка.
Код КОАТУУ: 7425887001. Почтовый индекс: 15232. Телефонный код: +380 4654.

## Власть
Орган местного самоуправления — Софиевский сельский совет. Почтовый адрес: 15232, Черниговская обл., Сновский р-н, с. Софиевка, ул. Луговая, 2.